# Szárföld
Szárföld is een plaats (község) en gemeente in het Hongaarse comitaat Győr-Moson-Sopron. Szárföld telt 867 inwoners (2001).